# Šumiac
Šumiac és un poble i municipi d'Eslovàquia que es troba a la regió de Banská Bystrica.

## Història
La primera menció escrita de la vila es remunta al 1573.

## Demografia
| Godina             | 1994 | 2004   | 2014   | 2024   |
| ------------------ | ---- | ------ | ------ | ------ |
| Nombre de persones | 1558 | 1415   | 1290   | 1309   |
| Diferència         |      | −9,17% | −8,83% | +1,47% |

| Godina             | 2023 | 2024   |
| ------------------ | ---- | ------ |
| Nombre de persones | 1310 | 1309   |
| Diferència         |      | −0,07% |